# Гаврилово-Посадский район
Гаври́лово-Поса́дский райо́н — административно-территориальная единица (район) и муниципальное образование (муниципальный район) на юго-западе Ивановской области России.
Административный центр — город Гаврилов Посад.

## География
Южная часть территории расположена в природной зоне Владимирского Ополья, обладающего довольно плодородными почвами и живописным рельефом.
Основные реки района — Нерль-Клязьминская и её приток Ирмес.

## История

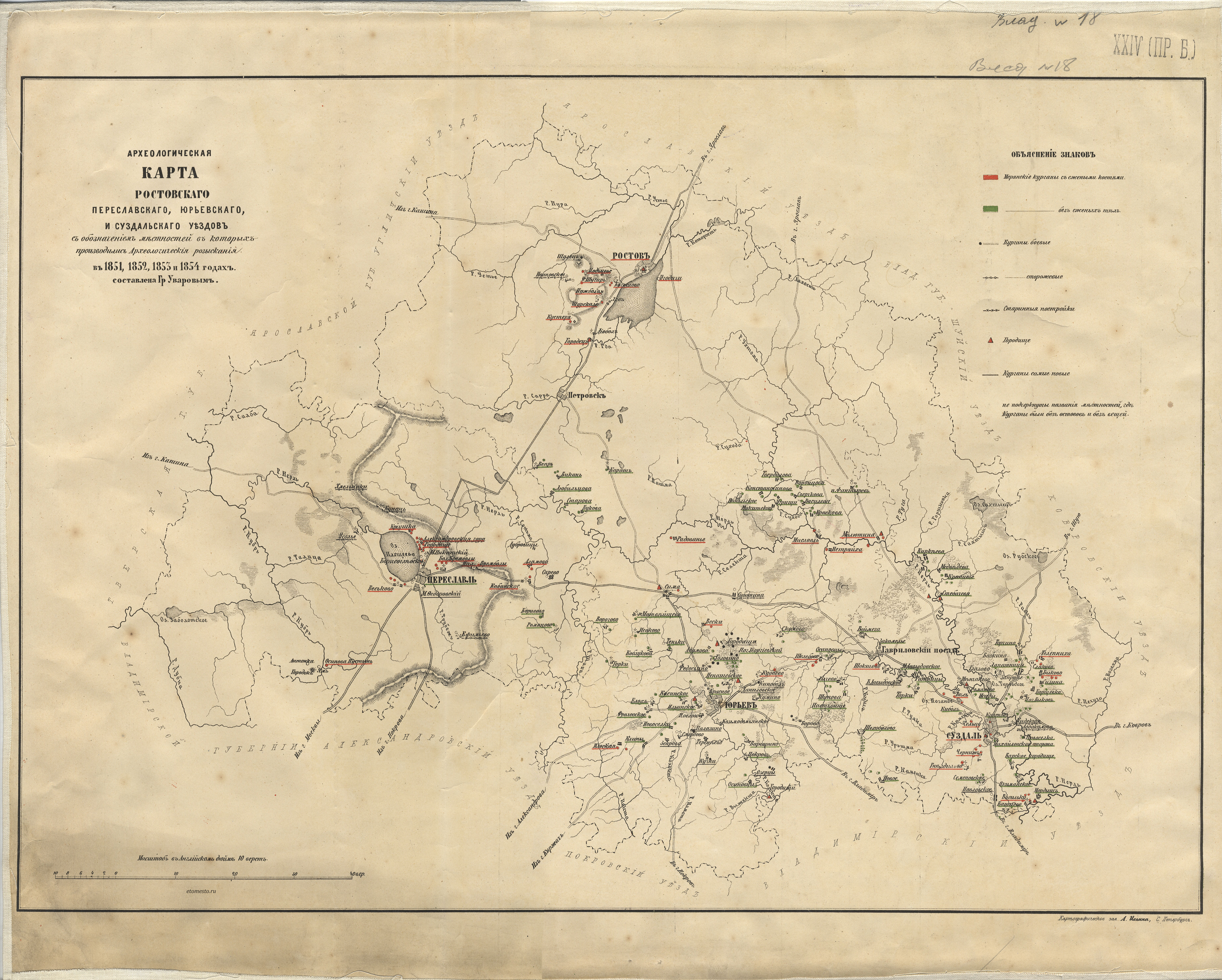
Археологическая карта Ростовского, Переславского, Юрьевского и Суздальского уездов, изыскания 1851, 1852, 1853 и 1854 годов

Гаврилово-Посадский район образован 10 июня 1929 года в составе Александровского округа Ивановской Промышленной области из волостей Юрьев-Польского, Владимирского и Тейковского уездов. В район вошли следующие сельсоветы: Андреевский, Бережецкий, Бородинский, Володятинский, Загорский, Закомельский, Игрищенский, Каблуковский, Козловский, Мальтинский, Мирславский, Новоселковский, Петрово-Городищенский, Подолецкий, Сербиловский, Скомовский, Тумский, Шекшовский, Шельбовский, Шихобаловский. В 1935 году Андреевский, Тумский и Шихобаловский сельсоветы отошли к вновь образованному Небыловскому району, а Игрищенский — к Ильинскому. В 1951 году Каблуковский сельсовет отошёл к Аньковскому району. 18 июня 1954 года в результате укрупнения ликвидированы Козловский, Подолецкий, Скомовский сельсоветы, Загорский и Сербиловский сельсоветы объединены в Лычевский сельсовет, Володятинский и Шельбовский — в Осановецкий. 1 февраля 1963 года район был ликвидирован, территория вошла в Тейковский сельский район за исключением города Гаврилов-Посад и посёлков городского типа Иваньковский и Петровский.
13 января 1965 года район был образован вновь в составе города Гаврилов Посад, рабочих посёлков Иваньковский и Петровский и сельских советов: Бережецкий, Бородинский, Закомельский, Лычевский, Мальтинский, Мирславский, Новоселковский, Осановецкий, Петрово-Городищенский, Шекшовский. В 1979 году образован Липово-Рощинский сельсовет. 2 ноября 1983 года Закомельский сельсовет переименован в Ярышевский, Мальтинский — в Лобцовский.
В 2005 году в рамках организации местного самоуправления был образован муниципальный район.

## Население
| 1939    | 1959    | 1970    | 1979    | 1989    | 2002    | 2009    | 2010    | 2011    |
| ------- | ------- | ------- | ------- | ------- | ------- | ------- | ------- | ------- |
| 43 631  | ↘32 732 | ↘27 421 | ↘24 875 | ↘23 326 | ↘20 430 | ↘17 738 | ↘17 591 | ↘17 497 |
| 2012    | 2013    | 2014    | 2015    | 2016    | 2017    | 2018    | 2019    | 2020    |
| ↘17 263 | ↘17 114 | ↘16 897 | ↘16 589 | ↘16 282 | ↘16 070 | ↘15 851 | ↘15 666 | ↘15 462 |
| 2021    |         |         |         |         |         |         |         |         |
| ↘12 669 |         |         |         |         |         |         |         |         |

### Урбанизация
В городских условиях (Гаврилов Посад, Петровский) проживают 57,72 % населения района.

### Национальный состав
По итогам переписи населения 2020 года проживали следующие национальности (национальности менее 0,1 % и другое, см. в сноске к строке «Другие»):
| Национальность | Численность, чел. | Доля     |
| -------------- | ----------------- | -------- |
| Русские        | 11 870            | 93,69 %  |
| Армяне         | 88                | 0,69 %   |
| Азербайджанцы  | 58                | 0,46 %   |
| Узбеки         | 57                | 0,45 %   |
| Украинцы       | 51                | 0,40 %   |
| Татары         | 40                | 0,32 %   |
| Чеченцы        | 35                | 0,28 %   |
| Таджики        | 33                | 0,26 %   |
| Аварцы         | 31                | 0,24 %   |
| Молдаване      | 24                | 0,19 %   |
| Чуваши         | 14                | 0,11 %   |
| Грузины        | 14                | 0,11 %   |
| Другие         | 354               | 2,80 %   |
| Итого          | 12 669            | 100,00 % |

## Муниципально-территориальное устройство
В муниципальный район входят 5 муниципальных образований, в том числе 2 городских и 3 сельских поселения.
| № | Муниципальное образование               | Административный центр | Количество населённых пунктов | Население (чел.) | Площадь (км²) |
| - | --------------------------------------- | ---------------------- | ----------------------------- | ---------------- | ------------- |
| 1 | Гаврилово-Посадское городское поселение | город Гаврилов Посад   | 12                            | ↘5842            | 96,81         |
| 2 | Петровское городское поселение          | пгт Петровский         | 18                            | ↘3066            | 192,43        |
| 3 | Новосёлковское сельское поселение       | село Новосёлка         | 26                            | ↘1059            | 360,16        |
| 4 | Осановецкое сельское поселение          | село Осановец          | 18                            | ↘1244            | 167,90        |
| 5 | Шекшовское сельское поселение           | село Шекшово           | 13                            | ↘1458            | 127,97        |

В 2005 году в рамках организации местного самоуправления в муниципальном районе были созданы 6 муниципальных образований: 2 городских и 4 сельских поселений. В 2013 году Лобцовское сельское поселение было присоединено к Новосёлковскому сельскому поселению.

## Населённые пункты
В Гаврилово-Посадском районе 87 населённых пунктов, в том числе 2 городских (город и пгт) и 85 сельских.
| №  | Населённый пункт    | Тип     | Население | Муниципальное образование               |
| -- | ------------------- | ------- | --------- | --------------------------------------- |
| 1  | Бексерово           | деревня | ↘1        | Гаврилово-Посадское городское поселение |
| 2  | Бережок             | село    | ↘249      | Новосёлковское сельское поселение       |
| 3  | Бородино            | село    | ↗1332     | Шекшовское сельское поселение           |
| 4  | Бурачиха            | деревня | ↘0        | Новосёлковское сельское поселение       |
| 5  | Быстри              | деревня | ↘2        | Новосёлковское сельское поселение       |
| 6  | Василево            | деревня | ↘6        | Новосёлковское сельское поселение       |
| 7  | Владычино           | село    | ↘31       | Осановецкое сельское поселение          |
| 8  | Воймига             | село    | ↘0        | Гаврилово-Посадское городское поселение |
| 9  | Володятино          | село    | ↘52       | Осановецкое сельское поселение          |
| 10 | Вывозиха            | деревня | ↗7        | Петровское городское поселение          |
| 11 | Гаврилов Посад      | город   | ↘5429     | Гаврилово-Посадское городское поселение |
| 12 | Ганшино             | село    | ↘0        | Петровское городское поселение          |
| 13 | Глумово             | село    | ↘105      | Новосёлковское сельское поселение       |
| 14 | Городищи            | село    | ↘203      | Осановецкое сельское поселение          |
| 15 | Давыдовское Большое | село    | ↘5        | Шекшовское сельское поселение           |
| 16 | Давыдовское Малое   | село    | ↘11       | Шекшовское сельское поселение           |
| 17 | Доутрово            | деревня | →16       | Петровское городское поселение          |
| 18 | Дубенки             | село    | ↘30       | Осановецкое сельское поселение          |
| 19 | Дубровка            | село    | ↘39       | Новосёлковское сельское поселение       |
| 20 | Жадинское           | село    | ↘1        | Шекшовское сельское поселение           |
| 21 | Загородный          | село    | 245       | Гаврилово-Посадское городское поселение |
| 22 | Загорье             | село    | ↘232      | Осановецкое сельское поселение          |
| 23 | Закомелье           | село    | ↘64       | Гаврилово-Посадское городское поселение |
| 24 | Иваньково           | деревня | ↘0        | Новосёлковское сельское поселение       |
| 25 | Иваньково           | село    | ↘17       | Шекшовское сельское поселение           |
| 26 | Иваньковский        | село    | ↘387      | Новосёлковское сельское поселение       |
| 27 | Ирмес               | село    | 227       | Гаврилово-Посадское городское поселение |
| 28 | Калистово           | деревня | ↘0        | Шекшовское сельское поселение           |
| 29 | Ключи               | деревня | ↘25       | Осановецкое сельское поселение          |
| 30 | Козлово             | село    | ↘25       | Шекшовское сельское поселение           |
| 31 | Костромиха          | село    | ↗206      | Петровское городское поселение          |
| 32 | Кощеево             | село    | ↘27       | Новосёлковское сельское поселение       |
| 33 | Красково            | деревня | ↘4        | Новосёлковское сельское поселение       |
| 34 | Краснополянский     | село    | 0         | Гаврилово-Посадское городское поселение |
| 35 | Крутицы             | село    | ↘12       | Петровское городское поселение          |
| 36 | Лбово               | деревня | ↘12       | Осановецкое сельское поселение          |
| 37 | Липовая Роща        | село    | ↘971      | Петровское городское поселение          |
| 38 | Лобцово             | село    | ↘79       | Новосёлковское сельское поселение       |
| 39 | Лычево              | село    | ↘148      | Осановецкое сельское поселение          |
| 40 | Мальтино            | деревня | ↘19       | Новосёлковское сельское поселение       |
| 41 | Маньково            | деревня | ↘11       | Гаврилово-Посадское городское поселение |
| 42 | Марково             | деревня | →0        | Петровское городское поселение          |
| 43 | Мирславль           | село    | ↘102      | Новосёлковское сельское поселение       |
| 44 | Морозово            | деревня | ↗292      | Петровское городское поселение          |
| 45 | Муравкино           | село    | ↘4        | Гаврилово-Посадское городское поселение |
| 46 | Мытищи              | деревня | ↘3        | Новосёлковское сельское поселение       |
| 47 | Мышкино             | деревня | ↘4        | Новосёлковское сельское поселение       |
| 48 | Наталиха            | деревня | ↘50       | Новосёлковское сельское поселение       |
| 49 | Непотягово          | село    | ↘311      | Шекшовское сельское поселение           |
| 50 | Новая               | деревня | ↘5        | Новосёлковское сельское поселение       |
| 51 | Нови                | деревня | ↘0        | Петровское городское поселение          |
| 52 | Новосёлка           | село    | ↘350      | Новосёлковское сельское поселение       |
| 53 | Огренево            | село    | ↘41       | Гаврилово-Посадское городское поселение |
| 54 | Осанково            | деревня | ↘4        | Осановецкое сельское поселение          |
| 55 | Осановец            | село    | ↘564      | Осановецкое сельское поселение          |
| 56 | Петрово-Городище    | село    | ↗312      | Петровское городское поселение          |
| 57 | Петровский          | пгт     | ↘1883     | Петровское городское поселение          |
| 58 | Петряиха            | деревня | ↘9        | Новосёлковское сельское поселение       |
| 59 | Печищи              | деревня | ↘6        | Новосёлковское сельское поселение       |
| 60 | Пиногор             | село    | ↘0        | Осановецкое сельское поселение          |
| 61 | Подолец             | село    | ↘90       | Шекшовское сельское поселение           |
| 62 | Путятино            | деревня | ↘18       | Петровское городское поселение          |
| 63 | Ратницкое           | село    | ↘269      | Шекшовское сельское поселение           |
| 64 | Рыково              | село    | ↘0        | Осановецкое сельское поселение          |
| 65 | Рыковская Новоселка | село    | ↘9        | Осановецкое сельское поселение          |
| 66 | Садовый             | село    | 0         | Гаврилово-Посадское городское поселение |
| 67 | Санково             | село    | ↗32       | Петровское городское поселение          |
| 68 | Свозня              | село    | ↘32       | Новосёлковское сельское поселение       |
| 69 | Сербилово           | село    | ↘28       | Осановецкое сельское поселение          |
| 70 | Скомово             | село    | ↘186      | Осановецкое сельское поселение          |
| 71 | Студенец            | деревня | ↘12       | Новосёлковское сельское поселение       |
| 72 | Теряево             | деревня | ↘7        | Новосёлковское сельское поселение       |
| 73 | Тимерево            | деревня | ↗9        | Петровское городское поселение          |
| 74 | Уронда Большая      | деревня | ↘30       | Новосёлковское сельское поселение       |
| 75 | Уронда Малая        | деревня | ↘2        | Петровское городское поселение          |
| 76 | Урусобино           | деревня | ↗77       | Петровское городское поселение          |
| 77 | Хлябово             | деревня | ↘3        | Шекшовское сельское поселение           |
| 78 | Холодиха            | деревня | ↘7        | Новосёлковское сельское поселение       |
| 79 | Черницыно           | деревня | ↗6        | Петровское городское поселение          |
| 80 | Шатры               | деревня | ↗12       | Петровское городское поселение          |
| 81 | Шекшово             | село    | ↘572      | Шекшовское сельское поселение           |
| 82 | Шельбово            | село    | ↘127      | Осановецкое сельское поселение          |
| 83 | Шипово              | деревня | ↘11       | Осановецкое сельское поселение          |
| 84 | Шипово-Слободка     | село    | ↘40       | Осановецкое сельское поселение          |
| 85 | Шухра               | деревня | ↘3        | Шекшовское сельское поселение           |
| 86 | Ярдениха            | деревня | ↘91       | Новосёлковское сельское поселение       |
| 87 | Ярышево             | село    | ↘103      | Гаврилово-Посадское городское поселение |

Упразднённые населённые пункты:
- 1997 год — деревни Грибаново и Крапивье[26].

## Знаменитые уроженцы
- Шушин, Иван Фёдорович — Герой Советского Союза, родился в с. Городищи, Гаврилов-Посадского района.